# Lány (Kladnói járás)
Lány (ejtsd: Láni) település Csehországban, a Kladnói járásban. Lány Ruda, Městečko, Stochov, Tuchlovice, Žilina, Lhota, Zbečno, Nové Strašecí, Rynholec és Běleč településekkel határos. Lakosainak száma 2256 fő (2024. január 1.).

## Népesség
A település lakosságának változását az alábbi diagram mutatja:
| Lakosok száma | 1308 | 1118 | 1349 | 1452 | 1649 | 1597 | 2065 | 2196 | 2252 | 2256 |
|               | 1869 | 1890 | 1921 | 1950 | 1980 | 2001 | 2017 | 2019 | 2022 | 2024 |